# Старая немецкая чайка
Старая немецкая чайка (нем. Altdeutsche Mövchen) — порода голубей выведена немецкими голубеводами. Голуби получили своё название за сходство рисунка оперения с обыкновенной дикой чайкой. Позже были выведены одноцветные птицы, но названия их сохранилось.

## Полет
В основном птица декоративна, но отдельные экземпляры могут хорошо летать

## Содержание
У голубей этой разновидности невысокая жизнеспособность, они требовательны к условиям содержания и кормления. Довольно плодовиты, хорошо откладывают яйца и высиживают. Но сами выкармливать птенцов не могут, при разведении нуждаются в кормилках — среднеклювых или длинноклювых голубях, обладающих хорошими способностями выкармливать птенцов. У старой немецкой чайки живой активный темперамент, в поведении спокойны, хорошо привыкают к хозяину.